# Sechstagerennen von Sydney

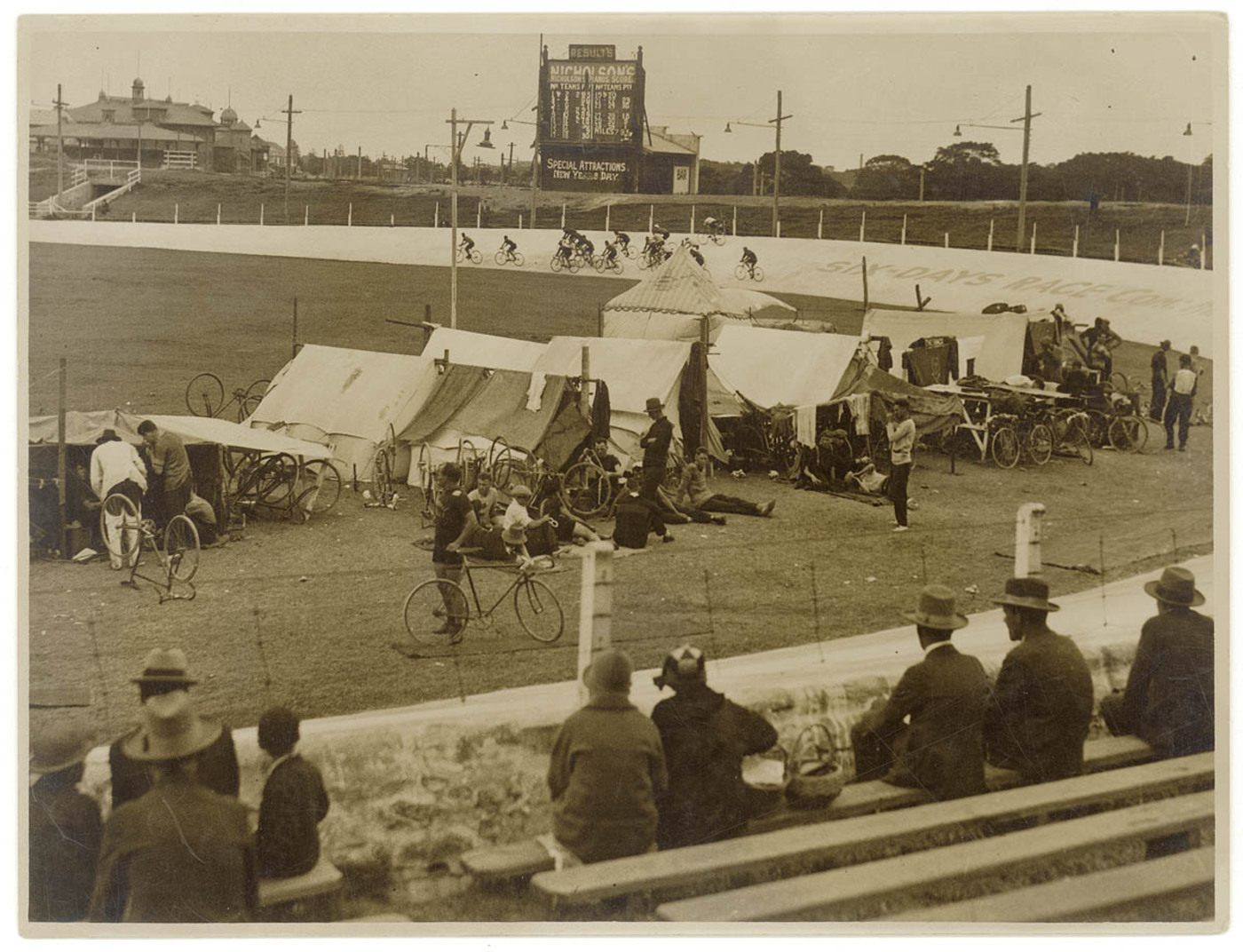
Sechstagerennen von Sydney (1936)

Das Sechstagerennen von Sydney war ein Wettbewerb im Bahnradsport in der australischen Stadt Sydney. Das Sechstagerennen wurde 1911 zum ersten Mal veranstaltet und fand bis 1974 mit Unterbrechungen statt. Es hatte 19 Ausgaben.

## Palmarès
| Jahr     | Sieger                                          |
| -------- | ----------------------------------------------- |
| 1911     | Alfred Goullet – Paddy Hehir                    |
| 1913     | Frank Corry – Reginald McNamara                 |
| 1920     | Charles Osterriter – Reggie McNamara            |
| 1922     | George Hammond – Ken Ross                       |
| 1924     | Frank Corry – Cecil Walker                      |
| 1925     | George Dempsey – Ken Ross                       |
| 1927     | Jack Fitzgerald – Ken Ross                      |
| 1938     | Joe Parmley – Len Rogers                        |
| 1939     | Joe Buckley – Stan Parsons                      |
| 1940     | Robert Porter – Len Rogers                      |
| 1941 (1) | Robert Porter – Len Rogers                      |
| 1941 (2) | Ray Brooking – Bill Guyatt                      |
| 1942     | Jack Walsh – Bill Guyatt                        |
| 1944     | Stan Parsons – Hughie Smith                     |
| 1954     | Jim Nestor – Maurice Martin                     |
| 1958     | Peter Brotherton – Sydney Patterson             |
| 1959     | Peter Panton – Sydney Patterson                 |
| 1961     | John Green – John Young                         |
| 1962     | Ernest Corney – Allan McLennan – Keith Reynolds |
| 1974     | Frank Atkins – Danny Clark                      |